# Возрица
Возрица — река в России, протекает по Медвежьегорскому району Республики Карелия.
Протекает через посёлок Возрицы. Впадает в Онежское озеро. Длина реки составляет 11 км, площадь водосборного бассейна 33,3 км².

## Данные водного реестра
По данным государственного водного реестра России относится к Балтийскому бассейновому округу, водохозяйственный участок реки — Бассейн Онежского озера без рр. Шуя, Суна, Водла и Вытегра, речной подбассейн реки — Свирь (включая реки бассейна Онежского озера). Относится к речному бассейну реки Нева (включая бассейны рек Онежского и Ладожского озера).
Код объекта в государственном водном реестре — 01040100612102000015839.